# 塔蘭托戰役
塔蘭托戰役發生在第二次世界大戰中的1940年11月11日晚上至11月12日，英國皇家海軍進行了在歷史上首次航空母艦艦載機對海軍艦隻的進攻，從地中海上的航空母艦派出少量飛機攻擊在塔蘭托港內的義大利王國艦隊，其預示大艦巨炮主義的終結及航空母艦之興起。

## 缘由
第二次世界大戰前，意大利皇家海軍第1中隊就以塔蘭托為基地，當時，英國皇家海軍制定計畫以對抗義大利海軍，不斷重覆地演習以削弱敵軍在地中海的威脅，攻佔塔蘭托的計畫早在1935年義大利入侵伊索比亞時就已經制定。
1940年義大利王國在義屬利比亞一帶的軍事行動需要由義大利本土進行補給，而英國在北非的軍事行動，特別是在埃及則面對更大的補給問題，從直布羅陀起航的船隻在地中海航行時需要護航，這使義大利艦隊處於可以切斷英軍補給線的優勢位置。
皇家海軍在數次行動戰役中取得勝利，令地中海的力量平衡出現了變化，義大利根據存在艦隊理論，將艦隊停泊在港口；在塔蘭托的艦隊實力強大：6艘戰艦（其中5艘充滿戰鬥力）、7艘重巡洋艦、2艘輕巡洋艦及8艘驅逐艦，對英國構成很大威脅。
英國人探討進攻的可能性，在很久之前制定了突然進攻塔蘭托的計畫，代號「審判行動」。為達成此目的，他們派出了最新的光輝號航空母艦加入擁有舊式的鷹號航空母艦的安德魯·布朗·康寧漢海軍上將的艦隊，他們原訂於1940年10月21日實施行動（特拉法加海戰紀念日），但因兩艘航空母艦均告受傷而被迫推遲，將鷹號上的艦載機轉移至光輝號，由光輝號單獨進攻，進攻部隊包括光輝號、2艘重巡洋艦、2艘輕巡洋艦及4艘驅逐艦，參加攻擊的艦載機來自第813、815、819及824艦載機中隊，在光輝號上還有第806中隊進行空中掩護。 
從馬爾他島上起飛的「A-22馬里蘭式轟炸機」進行了數次偵察行動，確定了義大利艦隊的位置，但為了確保情報無誤，英國海軍在11月11日晚上派出一架桑德蘭式水上飛機進行最後偵察，當時進攻部隊正在港外170公里之海上，希臘海岸的凱法利尼亞島附近，水上飛機被義大利艦隊發現，但由於沒有雷達因而只能等待。

## 戰況

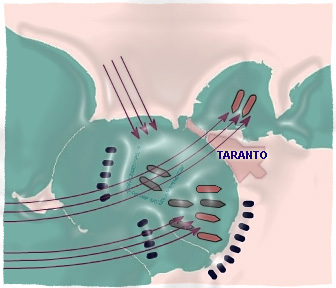
英國軍機的進攻方向

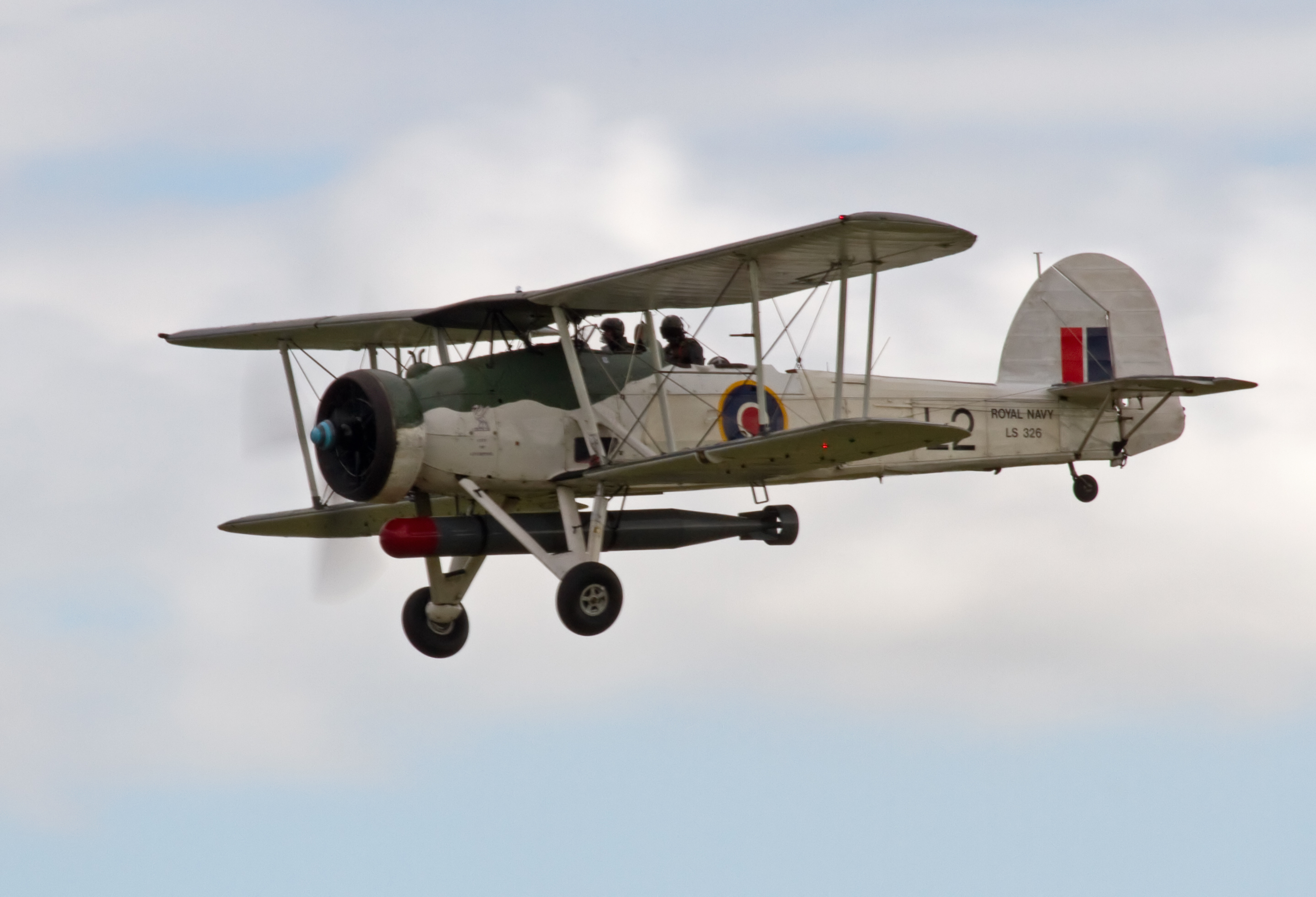
劍魚式魚雷轟炸機

第一波的12架劍魚式魚雷轟炸機在晚上9時前從光輝號起飛，一小時後第二波的9架飛機起飛，第一波包括水平轟炸機及魚雷轟炸機在晚上10時58分到達港口及分成兩組，一組攻擊在外港的軍艦及另一組較少飛機的攻擊內港，第二波在一小時後從城市西北部發起進攻，在進攻中義大利戰艦維托里奥·維内托號被3枚魚雷擊中，而另外兩艘戰艦加富爾伯爵號及和卡約·杜伊利奧號各被一枚魚雷擊中，一艘巡洋艦在內港被炸彈擊傷，第一波中的其中兩架飛機施放照明彈以便在黑暗中照亮目標。
英軍有兩架戰機被擊落，兩名飛行員被俘，另外兩人失蹤。

## 總結
第2天義大利皇家海軍將沒有受傷的艦隻撤往北部的港口，維托里奧·維內托號戰艦需要維修4個月，而卡約·杜伊利奧號則要維修6個月，但加富爾伯爵號需大規模打撈及其維修直至1943年9月義大利投降時仍然未完成，義大利艦隊在一個晚上損失了接近一半戰鬥力，存在艦隊的理論因此沒落。
義大利雖然損失慘重，但義大利皇家海軍仍然有足夠力量在1940年11月27日發起斯巴提芬托角海戰，而英國卻要在1941年3月的馬塔潘角海戰中，才打敗義大利艦隊暫時掌握制海權，然而意大利艦隊在1941年12月底第一次錫德拉灣战役中重新掌握制海權，並在亞歷山大港用載人魚雷癱瘓了兩艘英國戰列艦，盟軍直到1942年11月英美聯軍實施火炬行動在法屬北非登陸完全取回制海權。
幾乎所有現代海軍的空中攻擊專家，在這戰役以前均認為魚雷攻擊要求有足夠深水度，最少有30公尺，而塔蘭托只有12公尺水深，但是英國皇家海軍使用了改良版魚雷轟炸機及其從超低空投擲解決了困難。
義大利的盟國日本在籌劃1941年偷襲珍珠港的行動中也廣泛地參考了在塔蘭托的攻擊。